# Parafia Świętych Cyryla i Metodego w Poznaniu
Parafia pw. św. św. Cyryla i Metodego Apostołów Słowian i Patronów Europy w Poznaniu – rzymskokatolicka  parafia  w dekanacie Poznań - Jeżyce obejmująca terytorialnie dzielnicę Wola.

## Historia
Parafię powołano w 1987. Kamień węgielny świątyni został poświęcony w Watykanie przez papieża Jana Pawła II i wmurowany przez abp. Jerzego Strobę 25 października 1990. Proboszczem i głównym budowniczym kościoła był ks. kanonik Ryszard Strugała. Budowę wspomagali społecznie parafianie i żołnierze Wojska Polskiego. Konsekracji świątyni dokonano 8 grudnia 1994.